# Kaluli
Kaluli – lud papuaski z Papui-Nowej Gwinei. Ich terytorium obejmuje południowe tereny Płaskowyżu Papuańskiego, na północ od góry Bosavi. Ich populacja wynosi ok. 1200 osób.
Posługują się językiem kaluli z postulowanej rodziny transnowogwinejskiej. Niektórzy członkowie społeczności znają także tok pisin bądź angielski.
Ich podstawowym pożywieniem jest sago. Zajmują się też rybołówstwem i łowiectwem. Utrzymują niewielkie ilości trzody chlewnej, z przeznaczeniem na uroczystości.